# (6233) Kimura
(6233) Kimura és un asteroide pertanyent al cinturó d'asteroides, descobert el 8 de febrer de 1986 per Shigeru Inoda i Takeshi Urata des del Karasuyama Observatory, al Japó.
Inicialment es va designar com 1986 CG. Més endavant va ser anomenat en honor de l'astrònom japonès Hisashi Kimura (1870-1943).
Orbita a una distància mitjana del Sol de 2,7939 ua, podent acostar-s'hi fins a 2,2956 ua i allunyar-se'n fins a 3,2923 ua. Té una excentricitat de 0,1783 i una inclinació orbital de 6,8132° graus. Triga a completar una òrbita al voltant del Sol 1705 dies.
La seva magnitud absoluta és 13,8. Té 9,886 km de diàmetre. La seva albedo s'estima en 0,066.